# Ircinia campana
Ircinia campana är en svampdjursart som först beskrevs av Jean-Baptiste Lamarck 1814.  Ircinia campana ingår i släktet Ircinia och familjen Irciniidae.
Artens utbredningsområde är Karibiska havet. Inga underarter finns listade i Catalogue of Life.

## Bildgalleri

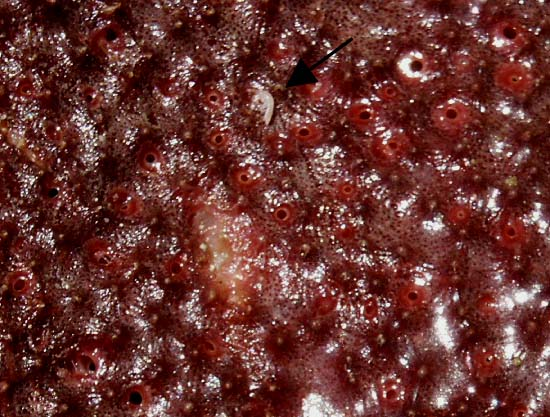
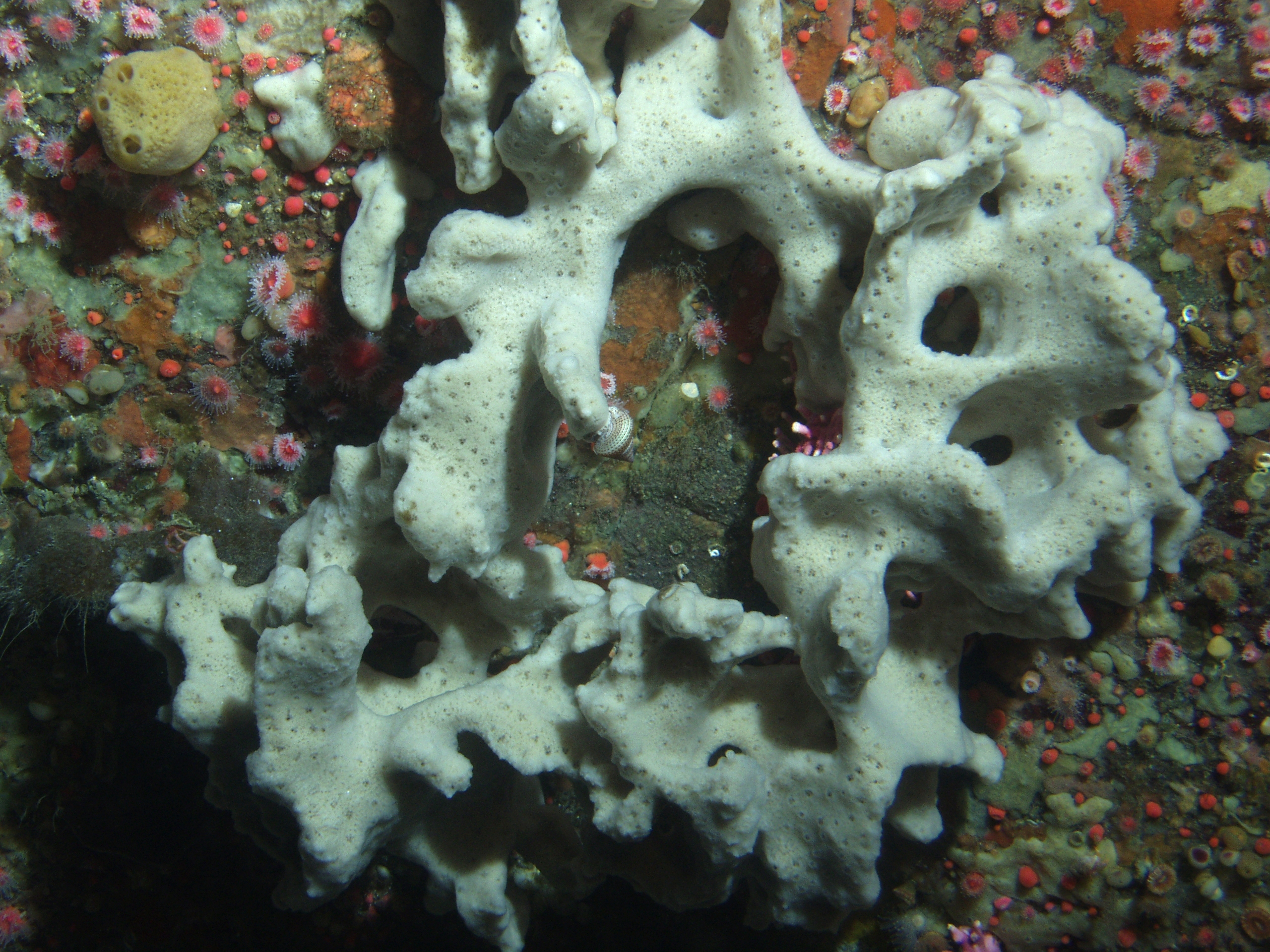